# 스크림 7
《스크림 7》(영어: Scream 7)은 2026년 개봉 예정인 미국의 슬래셔 영화이다. 케빈 윌리엄슨이 감독을 맡았으며, 영화 《스크림》 시리즈의 일곱 번째 작품이다.

## 출연
- 네브 캠벨 - 시드니 프레스콧
- 코트니 콕스 - 게일 웨더스
- 조엘 맥헤일 - 마크 에번스
- 이저벨 메이 - 시드니와 마크의 딸
- 메이슨 구딩 - 채드 미크스마틴
- 자스민 사보이 브라운 - 민디 미크스마틴
- 데이비드 아켓 - 듀이 라일리 역
- 설레스트 오코너
- 에이사 저먼
- 매케나 그레이스
- 샘 레크너
- 애나 캠프